# Briefmarken-Jahrgang 1949 der Deutschen Post Berlin
Der Briefmarken-Jahrgang 1949 der Deutschen Post Berlin umfasste 13 Sondermarken, drei dieser Briefmarken wurden auch in einem Block herausgegeben, dazu kamen noch 37 Dauermarken in drei verschiedenen Serien. Bei der ersten Dauermarkenserie handelt es sich um Briefmarken aus der Zeit der alliierten Besetzung (1947–1948, Teilmenge aus MiNr. 943–962), die diagonal den roten  Aufdruck „BERLIN“ trugen, bei der dritten Dauermarkenserie handelt es sich ebenfalls um Briefmarken aus der Zeit der alliierten Besetzung (1947–1948, MiNr. 931, sowie 3 Marken aus MiNr. 943–962); diese trugen einmal waagerecht und dreimal diagonal den grünen Aufdruck „BERLIN“, dazu die neue Wertbezeichnung über der alten, abweichenden Wertangabe.
Bis zum 21. März 1949 waren die Ausgaben der alliierten und der sowjetischen Besatzungszone ebenfalls frankaturgültig, danach waren in West-Berlin nur noch die eigenen Berliner Briefmarken und die Briefmarken der westlichen Zone bzw. der dann gegründeten Bundesrepublik Deutschland für die Frankatur erlaubt.
Der Nennwert der Marken betrug 29,07 DM; dazu kamen 0,15 DM als Zuschlag für wohltätige Zwecke.

## Liste der Ausgaben und Motive
Legende
- Bild: Eine bearbeitete Abbildung der genannten Marke. Das Verhältnis der Größe der Briefmarken zueinander ist in diesem Artikel annähernd maßstabsgerecht dargestellt. Sollten keine Marken abgebildet sein, liegt es daran, dass das Urheberrecht des Künstlers noch nicht erloschen ist.
- Beschreibung: Eine Kurzbeschreibung des Motivs und/oder des Ausgabegrundes. Bei ausgegebenen Serien oder Blocks werden die zusammengehörigen Beschreibungen mit einer Markierung versehen eingerückt.
- Wert: Der Frankaturwert der einzelnen Marke in Pfennig. Ein „+“ bedeutet, dass es sich um eine Zuschlagsmarke handelt (= Frankaturwert + Spende).
- Ausgabedatum: Das Datum des erstmaligen Verkaufs dieser Briefmarke.
- Gültig bis: Das Datum, an dem die Gültigkeit endete.
- Auflage: Soweit bekannt, wird hier die zum Verkauf angebotene Anzahl dieser Ausgabe angegeben.
- Entwurf: Soweit bekannt, wird hier angegeben, von wem der Entwurf dieser Marke stammt.
- Mi.-Nr.: Diese Briefmarke wird im Michel-Katalog unter der entsprechenden Nummer gelistet.

| Sondermarken | |                  |                       |                    |             |                  |       |
| Bild         | Beschreibung | Werte in Pfennig | Ausgabe- datum (1949) | gültig bis         | Auflage     | Entwurf          | MiNr. |
|              | 75 Jahre Weltpostverein - Heinrich von Stephan, Mitbegründer des Weltpostvereins                                                                  | 12               | 9. April              | 30. Juni 1951      | 2.950.000   | unbekannt        | 35    |
|              | - Heinrich von Stephan, Mitbegründer des Weltpostvereins                                                                                          | 16               | 9. April              | 30. Juni 1951      | 2.000.000   | unbekannt        | 36    |
|              | - Heinrich von Stephan, Mitbegründer des Weltpostvereins                                                                                          | 24               | 9. April              | 30. Juni 1951      | 4.950.000   | unbekannt        | 37    |
|              | - Heinrich von Stephan, Mitbegründer des Weltpostvereins                                                                                          | 50               | 9. April              | 30. Juni 1951      | 750.000     | unbekannt        | 38    |
|              | - Heinrich von Stephan, Mitbegründer des Weltpostvereins                                                                                          | 60               | 9. April              | 30. Juni 1951      | 700.000     | unbekannt        | 39    |
|              | - Heinrich von Stephan, Mitbegründer des Weltpostvereins                                                                                          | 1 DM             | 9. April              | 30. Juni 1951      | 370.000     | unbekannt        | 40    |
|              | - Heinrich von Stephan, Mitbegründer des Weltpostvereins                                                                                          | 2 DM             | 9. April              | 30. Juni 1951      | 340.000     | unbekannt        | 41    |
|              | 200. Geburtstag von Johann Wolfgang von Goethe (1749–1832) - Iphigenie auf Tauris - Gemälde von Georg Oswald May (1738–1816)                      | 10               | 19. Juli              | 30. September 1950 | 1.000.000   | Erich Müller     | 61    |
|              | - Reineke Fuchs - Kreidezeichnung von Johann Heinrich Lips (1758–1817)                                                                            | 20               | 19. Juli              | 30. September 1950 | 1.000.000   | Erich Müller     | 62    |
|              | - Faust - Gemälde von Joseph Karl Stieler (1781–1858)                                                                                             | 30               | 19. Juli              | 30. September 1950 | 1.000.000   | Erich Müller     | 63    |
|              | Zuschläge für die Berliner Währungsgeschädigten - Opferschale vor dem Berliner Bären Zuschlagmarke                                                | 10+5             | 1. Dezember           | 30. Juni 1951      | 159.795     | Alfred Goldammer | 68    |
|              | - Opferschale vor dem Berliner Bären Zuschlagmarke                                                                                                | 20+5             | 1. Dezember           | 30. Juni 1951      | 98.083      | Alfred Goldammer | 69    |
|              | - Opferschale vor dem Berliner Bären Zuschlagmarke                                                                                                | 30+5             | 1. Dezember           | 30. Juni 1951      | 164.105     | Alfred Goldammer | 70    |
| Dauermarken  | |                  |                       |                    |             |                  |       |
| Bild         | Beschreibung | Werte in Pfennig | Ausgabe- datum (1949) | gültig bis         | Auflage     | Entwurf          | MiNr. |
|              | Freimarken der Kontrollratsausgabe 943–962 mit Rotaufdruck - Pflanzer - Originalausgabe 1. März 1947, MiNr. 943                                   | 2                | 21. März              | 31. Januar 1950    | 4.600.000   | Brand            | 21    |
|              | - Pflanzer - Originalausgabe 1. März 1947, MiNr. 944                                                                                              | 6                | 21. März              | 31. Januar 1950    | 5.600.000   | Brand            | 22    |
|              | - Sämann - Originalausgabe 1. März 1947, MiNr. 945                                                                                                | 8                | 21. März              | 31. Januar 1950    | 4.000.000   | Luckenbach       | 23    |
|              | - Sämann - Originalausgabe 1. Februar 1948, MiNr. 946                                                                                             | 10               | 20. Januar            | 31. Januar 1950    | 6.900.000   | Luckenbach       | 24    |
|              | - Pflanzer - Originalausgabe 1. Februar 1948, MiNr. 948                                                                                           | 15               | 20. Januar            | 31. Januar 1950    | 3.400.000   | Brand            | 25    |
|              | - Sämann - Originalausgabe 1. März 1947, MiNr. 950                                                                                                | 20               | 20. Januar            | 31. Januar 1950    | 6.900.000   | Luckenbach       | 26    |
|              | - Pflanzer - Originalausgabe 1. März 1947, MiNr. 952                                                                                              | 25               | 21. März              | 31. Januar 1950    | 2.400.000   | Brand            | 27    |
|              | - Arbeiter - Originalausgabe 1. Februar 1948, MiNr. 953                                                                                           | 30               | 21. März              | 31. Januar 1950    | 1.900.000   | Rogmann          | 28    |
|              | - Sämann - Originalausgabe 1. März 1947, MiNr. 954                                                                                                | 40               | 21. März              | 31. Januar 1950    | 2.000.000   | Luckenbach       | 29    |
|              | - Maurer und Bäuerin - Originalausgabe 1. Februar 1948, MiNr. 955                                                                                 | 50               | 21. März              | 31. Januar 1950    | 1.900.000   | Banach           | 30    |
|              | - Arbeiter - Originalausgabe 1. März 1947, MiNr. 956                                                                                              | 60               | 20. Januar            | 31. Januar 1950    | 5.900.000   | Rogmann          | 31    |
|              | - Arbeiter - Originalausgabe 1. März 1947, MiNr. 957                                                                                              | 80               | 21. März              | 31. Januar 1950    | 3.000.000   | Rogmann          | 32    |
|              | - Hände und Friedenstaube - Originalausgabe 1. Mai 1947, MiNr. 959                                                                                | 1 Mark           | 21. März              | 31. Januar 1950    | 1.000.000   | Höpner           | 33    |
|              | - Hände und Friedenstaube - Originalausgabe 1. Mai 1947, MiNr. 960                                                                                | 2 Mark           | 21. März              | 31. Januar 1950    | 1.000.000   | Höpner           | 34    |
|              | Berliner Bauten (Briefmarkenserie) - Brandenburger Tor                                                                                            | 1                | 21. März              | 31. Dezember 1958  | 100.990.000 | Alfred Goldammer | 42    |
|              | - Rathaus Schöneberg | 4                | 7. Mai                | 31. Dezember 1958  | 120.620.000 | Alfred Goldammer | 43    |
|              | - Schloss Tegel | 5                | 7. Mai                | 31. Dezember 1958  | 69.940.000  | Alfred Goldammer | 44    |
|              | - Reichstagsgebäude | 6                | 7. Mai                | 31. Dezember 1958  | 20.680.000  | Alfred Goldammer | 45    |
|              | - Rathaus Schöneberg | 8                | 7. Mai                | 31. Dezember 1958  | 42.190.000  | Alfred Goldammer | 46    |
|              | - Kleistpark | 10               | 7. Mai                | 31. Dezember 1958  | 475.635.000 | Alfred Goldammer | 47    |
|              | - Flughafen Tempelhof und kreisende Douglas DC-4                                                                                                  | 15               | 30. Mai               | 31. Dezember 1958  | 30.030.000  | Alfred Goldammer | 48    |
|              | - Technische Hochschule | 20               | 17. Juni              | 31. Dezember 1958  | 108.360.000 | Alfred Goldammer | 49    |
|              | - Schloss Tegel | 25               | 7. Mai                | 31. Dezember 1958  | 32.360.000  | Alfred Goldammer | 50    |
|              | - Kleistpark | 30               | 7. Mai                | 31. Dezember 1958  | 24.130.000  | Alfred Goldammer | 51    |
|              | - Rathaus Schöneberg | 40               | 7. Mai                | 31. Dezember 1958  | 15.340.000  | Alfred Goldammer | 52    |
|              | - Reichstag | 50               | 2. Juli               | 31. Dezember 1958  | 24.780.000  | Alfred Goldammer | 53    |
|              | - Alte Nationalgalerie | 60               | 7. Mai                | 31. Dezember 1958  | 32.460.000  | Alfred Goldammer | 54    |
|              | - Technische Hochschule | 80               | 7. Mai                | 31. Dezember 1958  | 18.470.000  | Alfred Goldammer | 55    |
|              | - Technische Hochschule | 90               | 7. Mai                | 31. Dezember 1958  | 8.270.000   | Alfred Goldammer | 56    |
|              | - Flughafen Tempelhof und kreisende Douglas DC-4                                                                                                  | 1 DM             | 17. Juni              | 31. Dezember 1958  | 14.380.000  | Alfred Goldammer | 57    |
|              | - Gendarmenmarkt | 2 DM             | 22. Juli              | 31. Dezember 1958  | 4.025.000   | Alfred Goldammer | 58    |
|              | - Brandenburger Tor | 3 DM             | 25. Oktober           | 31. Dezember 1958  | 1.975.000   | Alfred Goldammer | 59    |
|              | - Schloss Tegel | 5 DM             | 25. Oktober           | 31. Dezember 1958  | 1.780.000   | Alfred Goldammer | 60    |
|              | Freimarken der Kontrollratsausgaben 931, 951, 957 und 961 mit Grünaufdruck - Ziffernserie - Originalausgabe 45 Pfennig, 20. April 1946, MiNr. 931 | 5                | 1. August             | 30. Juni 1951      | 11.150.000  | unbekannt        | 64    |
|              | - Maurer und Bäuerin - Originalausgabe 24 Pfennig, 1. März 1947, MiNr. 951                                                                        | 10               | 1. August             | 30. Juni 1951      | 13.860.000  | Banach           | 65    |
|              | - Arbeiter - Originalausgabe 80 Pfennig, 1. März 1947, MiNr. 957                                                                                  | 20               | 1. August             | 30. Juni 1951      | 2.980.000   | Rogmann          | 66    |
|              | - Hände und Friedenstaube - Originalausgabe 3 DM, 1. Mai 1947, MiNr. 961                                                                          | 1 DM             | 1. August             | 30. Juni 1951      | 4.900.000   | Höpner           | 67    |